# Elektronická hudba

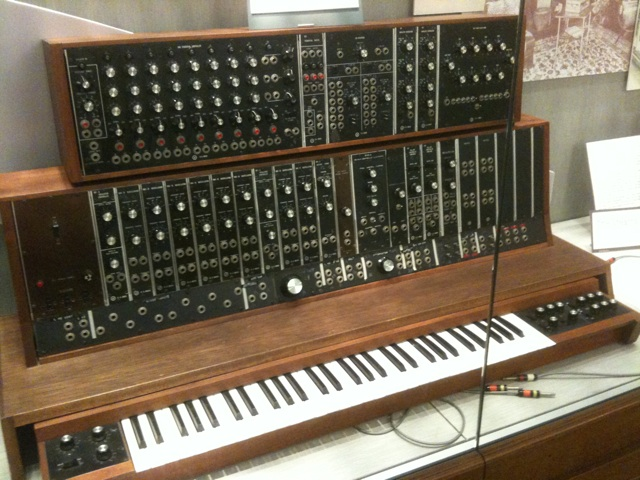
Syntezátor Moog z roku 1964

Elektronická hudba je volný termín pro hudbu vytvářenou elektronickými nástroji, tedy zdroji zvuku, které disponují elektronickými součástmi, např. Theremin, syntezátor (syntetizér), sampler, počítač, apod.
Nástroje elektromechanické (např. elektrická kytara) tedy do této skupiny podle definice IEEE nepatří.
Termín elektronická hudba je navíc synonymem pro:
- hudební směr v rámci vážné hudby
- hudební styl v rámci hudby populární (v širším slova smyslu)
- žánrově neodvislé odvětví hudební produkce, používající definované zdroje zvuku

## Technologické milníky
K technologickým milníkům patří vynález thereminu (Lev Sergejevič Těrmen, 1920), martenotových vln (Maurice Martenot, 1923), hammondových varhan (Laurens Hammond, 1935), moog syntezátoru (Robert Moog, 1964), sampleru (1969), syntezátoru minimoog (1970), nebo standardu MIDI (1983), který umožnil tvorbu na počítači. Ve stejném roce jako MIDI se v obchodech objevil první komerčně úspěšný digitální klávesový syntezátor Yamaha DX7, s nímž pracovalo velké množství hudebníků.

## Hlavní styly a představitelé
Elektronickou hudbu klasifikovat podle její funkce a způsobu, jakým je obvykle konzumována, do tří velkých proudů. První z nich, jež by laicky mohl být označen za „jemný“ či „soft“, je elektronická hudba, jejíž funkcí je obvykle relaxace, meditace nebo zvuková kulisa. Sami elektroničtí hudebníci používají pro takovou hudbu názvy jako chill-out, ambient, new-age, downtempo, trip hop, chillwave, space music apod. (Přesahy do jazzu se pak obvykle nazývají smooth jazz). Nejvýznamnějšími hudebníky tohoto proudu jsou velkou částí své komplexní tvorby Jean-Michel Jarre, Vangelis, Mike Oldfield a Moby, dále klasik new-age Brian Eno, skupina Enigma, reprezentant ambient techna Aphex Twin, Röyksopp, Kitarō, Tangerine Dream, DJ Shadow, Robert Miles nebo Parov Stelar.
Druhý velký proud je hudba, jejíž funkcí je především taneční doprovod. Hlavními žánry tohoto širokého proudu jsou tzv. electronic dance music (EDM), house, rave, trance a techno. Tvůrci takové hudby ji často sami prezentují jako diskžokejové na tanečních party. Od klasického disca je dělí generační propast, ale někteří z nich se hlásí k tzv. nu disco. Definičním rozdílem oproti tanečnímu popu bývá absence textu. Pro řadu z těchto umělců není neobvyklé, že své schopnosti v oblasti elektroniky dávají občas do služeb popu, řada z nich uspěla i s vlastní tvorbou v mezinárodních popových hitparádách. Existuje ale i subkulturnější a undergroundovější pojetí, zvláště u tvrdších stylů (hardstyle, hardbass, drum and bass), kde je taková spolupráce s popem odmítána. House a EDM se vynořily z undergroundu v 90. letech a začaly se pozvolna prolamovat do mainstreamových médií a hitparád. Průkopníky v tom byli The KLF a velkou v roli v tom posléze sehrál film Trainspotting, který rychle zpopularizoval kapely jako Underworld nebo The Chemical Brothers. S jemnější muzikou se do hitparád vzápětí vetřeli Faithless. Od nultých let už si elektronika vydobyla pevné postavení v hudebním průmyslu. Nejúspěšnějšími tvůrci tanečního proudu se od té doby stali David Guetta, Basshunter, Avicii, The Prodigy, Daft Punk, Skrillex, Calvin Harris, Tiësto, Armin van Buuren, Alan Walker, The Chainsmokers, Marshmello, LMFAO, Deadmau5, Kygo, Hardwell, Bob Sinclar, Pendulum, Darude, Afrojack, Eric Prydz, Benny Benassi, Justice, DJ Snake nebo Gigi D'Agostino.
Za třetí širší proud elektronické hudby lze označit hudbu, jejíž funkce není ani ambientní, ani taneční. Hudebníci tohoto proudu svou hudbu produkují k poslechu a jejich vystoupení tedy připomíná tradiční koncert spíše než taneční party. Zařadit sem můžeme i umělce, kteří elektronickou hudbu zakomponovávají do nějakého jiného rámce, ať už je jím vážná hudba, rock, jazz, filmová hudba, world music nebo bezhraniční prostor experimentální hudby. Do prostoru klasické hudby a hudební avantgardy mířily elektronické experimenty autorů jako byli Karlheinz Stockhausen, Erik Satie, John Cage, Steve Reich, Pierre Henry, Milton Babbitt, Iannis Xenakis, Edgard Varèse nebo zakladatel musique concrète Pierre Schaeffer. Klasické pokusy o spojení elektroniky a rocku představoval německý krautrock 60. let, jehož nejslavnějšími představiteli byli Klaus Schulze nebo skupina Kraftwerk. Slovinští Laibach a němečtí Einstürzende Neubauten se stali klasiky stylu zvaného electro-industrial nebo noise. Jemnější trip hop se pokusili do rocku zapojit Fatboy Slim, Massive Attack, Tricky, Portishead, Gorillaz nebo Morcheeba. Art popové variace má na svém kontě např. Björk nebo Enya. Chill-outové průniky do popu se někdy nazývají dream pop nebo neo-psychedelia (např. Cocteau Twins, Faye Wong, My Bloody Valentine, Primal Scream).

## Chiptune (čipová nebo 8bitová hudba)
Zvýšená dostupnost levných a začínajících domácích počítačů v 80. a 90. letech vedla ke vzestupu chiptune hudby. Chiptune, také známý jako čipová hudba nebo 8bitová hudba je hudba napsaná v hudebních formátech, kde je většina zvuků syntetizována nebo sekvencována v reálném čase počítačem nebo zvukovým čipem herních konzolí, občas obsahující syntézy vzorků a nahrávky lo-fi vzorků. Charakteristické lo-fi zvuky čipové hudby byly zprvu dány technickými omezeními raných zvukových karet, nicméně se poté staly vyhledávané ve své původní podobě.